# バカラ (芸能事務所)
バカラ株式会社（英文社名；BACCARAT Co.Ltd.）は、東京都目黒区に本社を置く日本の芸能プロダクション。前身は「有限会社オーバーヒート」、旧社名は「株式会社ジャスティス」。

## 概要
タレント・グラビアアイドルのマネジメントを行う「芸能事業部」、ハウススタジオ&レンタルスペース（展開名：アットスタジオ）を運営する「スタジオ事業部」、ヘアメイクアーティストの山崎瞳が代表スタイリストを務める「ヘアメイク事業部」の3つの事業を展開。

## 沿革
- 2005年9月2日 - 本社を東京都大田区上池台5-17-21、支社を東京都目黒区中目黒4-6-1 大和中目黒ビル5Fに設立。
- 2009年2月 - 「株式会社ジャスティス」（設立:1990年10月31日、代表取締役:川北満）に事業移管され、オーバーヒート事業部として引き継がれる。事務所を同ビル5Fから8Fへ移転。
- 2009年7月19日 - 同社社長の川北満およびビデオソフト販売会社「レイフル」社長ら計4名が、児童買春・児童ポルノ禁止法違反（製造）の疑いで神奈川県警察少年捜査課に逮捕された。容疑内容は当時高校2年生であった所属女性タレントに露出度の高い水着を着させて撮影し、わいせつDVDを製造した疑い[1][2]。
- 2009年10月1日 - 社名を「バカラ株式会社」に変更。

## 所属タレント
※2012年6月現在
- 坂本りおん
- 相澤ゆうき
- 富士見響子
- 中嶋なぎさ
- のえる
- 芹沢帆夏
- ひかる未来
- 軽辺るか
- CLEAR'S（坂本りおん、NOEL、芹沢帆夏、ひかる未来、南萌花、蒼井ちあき、軽辺るか）
- 谷川えりか
- 大空れい
- 鈴木麻矢

## かつて所属していたタレント
※有限会社オーバーヒート、株式会社ジャスティス時代に所属していたタレントも含む
| - 相澤ゆうき - 浅倉悠理 - 麻見まこと - 安堂りか - 大岩未季 - 大森さいか - 小川さゆり - 北みぃな - 黒崎優 - 佐藤りか - 篠塚美保子 - 白石くるみ - 白野由紀 - 背戸なつみ | - 空 - 高咲ロミ - 立花みり - 田中亜希 - たにけい - 月元なな - 花園うらら - 前田ゆうり - 南出かな - 水木カレン - 目黒ゆき - 横田ひろみ - 吉川このみ - Rio（業務提携） |

## 関連会社
- ティーパワーズ